# Vela ai Giochi della XXX Olimpiade - Finn
Le gare di vela della classe Finn dei giochi olimpici di Londra 2012 si sono svolte dal 29 luglio al 5 agosto 2012 presso Weymouth e Isle of Portland.

## Le gare
La competizione consiste in una gara di tipo fleet racing. 10 gare costituiscono la prima fase. Il peggior risultato per ciascun equipaggio viene ignorato. Al termine delle prime dieci regate, i migliori dieci classificati si qualificano per la gara di medal race. I punteggi nella gara di medal race valgono doppio e vengono sommati ai punteggi ottenuti nelle dieci regate della prima fase.

## Programma
Tutti gli orari sono British Summer Time (UTC+1)
| Data                     | Ora   | Turno       |
| ------------------------ | ----- | ----------- |
| Domenica, 29 luglio 2012 | 13:00 | Gara 1 e 2  |
| Lunedì, 30 luglio 2012   | 13:00 | Gara 3 e 4  |
| Martedì, 31 luglio 2012  | 13:00 | Gara 5 e 6  |
| Giovedì, 2 agosto 2012   | 13:00 | Gara 7 e 8  |
| Venerdì, 3 agosto 2012   | 13:00 | Gara 9 e 10 |
| Domenica, 5 agosto 2012  | 14:00 | Medal Race  |

## Risultati
I punti sono assegnati in base alla posizione di arrivo nelle singole gare (1 per il primo, 2 per il secondo, ecc.). Il punteggio totale è la somma delle varie gare, e vince chi ha meno punti. Se un velista viene squalificato o non partecipa alla gara gli vengono assegnati 25 punti (essendoci 24 barche in gara).
Le abbreviazioni utilizzate sono le seguenti:
- OCS – On course side (partenza irregolare)
- DSQ – Squalificato
- DNF – Non termina la gara
- DNS – Non partito
- DPI – Penalità discrezionale imposta
- RDG – Redress given (concessa riparazione)

| Posizione | Nome                         | Gara   | Gara     | Gara   | Gara | Gara   | Gara | Gara   | Gara | Gara | Gara | Gara | Punti | Punti |
| Posizione | Nome                         | 1      | 2        | 3      | 4    | 5      | 6    | 7      | 8    | 9    | 10   | M    | Tot   | Net   |
| --------- | ---------------------------- | ------ | -------- | ------ | ---- | ------ | ---- | ------ | ---- | ---- | ---- | ---- | ----- | ----- |
|           | Ben Ainslie (GBR)            | 2      | 2        | 6      | 12   | 4      | 3    | 1      | 3    | 6    | 1    | 18   | 58    | 46    |
|           | Jonas Høgh-Christensen (DEN) | 1      | 1        | 2      | 7    | 1      | 2    | 8      | 4    | 5    | 3    | 20   | 54    | 46    |
|           | Jonathan Lobert (FRA)        | 9      | 4        | 4      | 2    | 6      | 7    | 5      | 10   | 3    | 7    | 2    | 59    | 49    |
| 4         | Pieter-Jan Postma (NED)      | 5      | 10       | 3      | 4    | 20     | 13   | 2      | 2    | 1    | 2    | 10   | 72    | 52    |
| 5         | Ivan Kljaković Gašpić (CRO)  | 3      | 3        | 7      | 9    | 5      | 6    | 3      | 7    | 4    | 10   | 8    | 65    | 55    |
| 6         | Vasilij Žbogar (SLO)         | 8      | 6        | 5      | 3    | 8      | 5    | 9      | 6    | 2    | 6    | 14   | 72    | 63    |
| 7         | Dan Slater (NZL)             | 7      | 11       | 1      | 6    | 17     | 11   | 6      | 15   | 8    | 14   | 4    | 100   | 83    |
| 8         | Rafael Trujillo (ESP)        | 12     | 12       | 12     | 23   | 7      | 4    | 15     | 1    | 13   | 4    | 6    | 109   | 86    |
| 9         | Daniel Birgmark (SWE)        | 17     | 5        | 14     | 1    | 9      | 9    | 10     | 12   | 10   | 8    | 12   | 107   | 90    |
| 10        | Tapio Nirkko (FIN)           | 11     | 13       | 8      | 5    | 3      | 12   | 4      | 5    | 15   | 17   | 16   | 109   | 92    |
| 11        | Deniss Karpak (EST)          | 14     | 9        | 11     | 11   | 11     | 1    | 7      | 13   | 11   | 11   | EL   | 99    | 85    |
| 12        | Zach Railey (USA)            | 10     | 15       | 13     | 17   | 2      | 8    | 12     | 8    | 12   | 19   | EL   | 116   | 97    |
| 13        | Brendan Casey (AUS)          | 25 DNF | 7        | 16 DPI | 15   | 10     | 17   | 19     | 9    | 9    | 5    | EL   | 131   | 106   |
| 14        | Ioannis Mitakis (GRE)        | 4      | 21       | 10     | 8    | 25 OCS | 10   | 20     | 19   | 7    | 9    | EL   | 133   | 108   |
| 15        | Greg Douglas (CAN)           | 16     | 23       | 16     | 13   | 12     | 18   | 13     | 17   | 20   | 12   | EL   | 160   | 137   |
| 16        | Piotr Kula (POL)             | 25 DSQ | 16       | 17     | 16   | 13     | 20   | 25 OCS | 11   | 14   | 16   | EL   | 173   | 148   |
| 17        | Eduard Skornjakov (RUS)      | 13     | 8        | 22     | 14   | 19     | 22   | 16     | 16   | 22   | 22   | EL   | 175   | 153   |
| 18        | Alican Kaynar (TUR)          | 18     | 14       | 18     | 18   | 25 DNF | 14   | 11     | 22   | 16   | 20   | EL   | 176   | 154   |
| 19        | Oleksij Borysov (UKR)        | 21 RDG | 18,6 RDG | 19     | 19   | 15     | 19   | 23     | 14   | 17   | 18   | EL   | 183,6 | 160,6 |
| 20        | Jorge Zarif (BRA)            | 15     | 20       | 15     | 20   | 16     | 24   | 14     | 21   | 19   | 21   | EL   | 185   | 161   |
| 21        | Michal Maier (CZE)           | 19     | 18       | 21     | 10   | 18     | 23   | 18     | 20   | 23   | 15   | EL   | 185   | 162   |
| 22        | Filippo Baldassari (ITA)     | 20     | 22       | 24     | 21   | 14     | 21   | 17     | 18   | 18   | 13   | EL   | 188   | 164   |
| 23        | Florian Raudaschl (AUT)      | 6      | 19       | 23     | 24   | 25 OCS | 15   | 21     | 24   | 24   | 23   | EL   | 204   | 179   |
| 24        | Gong Lei (CHN)               | 25 OCS | 17       | 20     | 22   | 25 OCS | 16   | 23     | 23   | 21   | 24   | EL   | 215   | 190   |